# Alice Deejay
Alice Deejay er en dance/trance-musikgruppe fra Holland, der havde et par hitsingler med "Better Off Alone" i 1998, og "Will I Ever" i 2000.

## Diskografi

### Studiealbums
| Titel                     | Album detaljer                                                                               | Højeste hitlisteplacering | Højeste hitlisteplacering | Højeste hitlisteplacering | Højeste hitlisteplacering | Højeste hitlisteplacering | Højeste hitlisteplacering | Højeste hitlisteplacering | Højeste hitlisteplacering | Højeste hitlisteplacering | Højeste hitlisteplacering | Certificering |
| Titel                     | Album detaljer                                                                               | NLD                       | FIN                       | FRA                       | GER                       | IRL                       | NOR                       | SWE                       | SWI                       | UK                        | US                        | Certificering |
| ------------------------- | -------------------------------------------------------------------------------------------- | ------------------------- | ------------------------- | ------------------------- | ------------------------- | ------------------------- | ------------------------- | ------------------------- | ------------------------- | ------------------------- | ------------------------- | ------------- |
| Who Needs Guitars Anyway? | - Udgivelsesdato: 28. Marts 2000 - Pladeselskab: Republic - Format: CD, LP, digital download | 27                        | 7                         | 45                        | 28                        | 8                         | 14                        | 24                        | 12                        | 8                         | 76                        | - BPI: Gold   |

### Singler
| Titel                                                            | År   | Højeste hitlisteplacering | Højeste hitlisteplacering | Højeste hitlisteplacering | Højeste hitlisteplacering | Højeste hitlisteplacering | Højeste hitlisteplacering | Højeste hitlisteplacering | Højeste hitlisteplacering | Højeste hitlisteplacering | Højeste hitlisteplacering | Certificering                                                | Album                     |
| Titel                                                            | År   | NLD                       | AUS                       | FRA                       | GER                       | IRL                       | NOR                       | SWE                       | SWI                       | UK                        | US                        | Certificering                                                | Album                     |
| ---------------------------------------------------------------- | ---- | ------------------------- | ------------------------- | ------------------------- | ------------------------- | ------------------------- | ------------------------- | ------------------------- | ------------------------- | ------------------------- | ------------------------- | ------------------------------------------------------------ | ------------------------- |
| "Better Off Alone"                                               | 1998 | 9                         | 4                         | 6                         | 32                        | 3                         | 3                         | 5                         | 28                        | 2                         | 25                        | - ARIA: Gold - BPI: Platinum - IFPI SWE: Gold - SNEP: Gold   | Who Needs Guitars Anyway? |
| "Back in My Life"                                                | 1999 | 4                         | 19                        | 11                        | 17                        | 5                         | 1                         | 4                         | 19                        | 4                         | —                         | - BPI: Gold - IFPI NOR: Gold - IFPI SWE: Gold - SNEP: Silver | Who Needs Guitars Anyway? |
| "Will I Ever"                                                    | 2000 | 8                         | —                         | 37                        | 33                        | 8                         | 16                        | 10                        | 25                        | 7                         | —                         |                                                              | Who Needs Guitars Anyway? |
| "The Lonely One"                                                 | 2000 | 19                        | —                         | 60                        | 59                        | 32                        | —                         | 24                        | 72                        | 16                        | —                         |                                                              | Who Needs Guitars Anyway? |
| "Celebrate Our Love"                                             | 2001 | 25                        | —                         | 71                        | 71                        | 44                        | —                         | 33                        | 85                        | 17                        | —                         |                                                              | Who Needs Guitars Anyway? |
| "Better Off Alone 2015"                                          | 2015 | —                         | —                         | —                         | —                         | —                         | —                         | —                         | —                         | —                         | —                         |                                                              |                           |
| "—" Nåede ikke hitlisten eller blev ikke udgivet i dette område. |      |                           |                           |                           |                           |                           |                           |                           |                           |                           |                           |                                                              |                           |